# Kelleys Island, Ohio
Kelleys Island là một làng thuộc quận Erie, tiểu bang Ohio, Hoa Kỳ. Năm 2010, dân số của làng này là 312 người.